# BAM式摩擦感度試験
BAM式摩擦感度試験 (BAMしきまさつかんどしけん、ドイツ語: Bundesanstalt für Materialprufüngen、英語: BAM friction testing) は、火薬類の摩擦感度を測定する試験方法である。1955年にドイツ材料試験所で開発され、JIS規格にも採用されている。

## 試験方法
BAM式摩擦感度試験機に取り付けた25×25×5mmの磁器製の摩擦板と直径10mm×高さ15mmの磁器製の摩擦棒との間に、乾燥した試料となる火薬類、0.01mLをはさみ、荷重をかけた状態で摩擦運動をさせて、その荷重と爆発の成否との関係から火薬類の感度を調べる。 
JIS法では1級～7級までの値が定められており、数字が大きいほど安全である。

## 測定値
| 7 | TNT、黒色火薬、カーリット、ANFO   |
| 6 |                                   |
| 5 | HMX、ジニトロセルロース、テトリル |
| 4 | RDX、トリニトロセルロース         |
| 3 | ペンスリット                      |
| 2 |                                   |
| 1 |                                   |